# Polyprénol

Structure générique d'un polyprénol.

Un polyprénol est un alcool gras isoprénoïde de formule générique H(–C5H8)n–OH, où n est supérieur à 4 et représente le nombre d'unités isoprène. Ces composés jouent un rôle physiologique important en tant que biorégulateurs et on les trouve en petite quantité dans un grand nombre de tissus chez les plantes ; les aiguilles de conifères en sont particulièrement riches, tandis que le champignon shiitaké en présente des traces. Les dolichols, qu'on trouve chez tous les êtres vivants, leur sont apparentés et diffèrent simplement par la saturation de la liaison entre les atomes de carbone 2 et 3.
Les polyprénols interviennent dans l'assemblage des récepteurs membranaires impliqués dans la sécrétion de l'insuline, de l'adrénaline, des œstrogènes, de la testostérone et d'autres hormones. Ils facilitent notamment la glycosylation des protéines de la membrane plasmique intervenant dans la signalisation cellulaire et le système immunitaire.